# Gama'a al-Islamiyya
Gama'a al-Islamiyya (arabiska: الجماعه الإسلاميه ) (betyder "Den muslimska gruppen") är en egyptisk islamistisk grupp har som huvudmål att avsätta den egyptiska regimen och ersätta den med en islamisk stat. Gruppens andliga ledare är den numera fängslade Omar Abdel-Rahman.
Under 1990-talet var gruppen aktiv i sin våldsverksamhet. Bland annat försökte de 1995 mörda Egyptens president Hosni Mubarak. Många av rörelsens medlemmar fängslades under den här tiden. Detta ledde till ett icke-våldsinitiativ mellan gruppen och landets regering, enligt vilket rörelsen avsade sig våld. Därefter blev ett stort antal av deras fängslade medlemmar frisläppta. Det fanns dock de som tyckte att detta innebar kapitulation, bland andra Ayman az-Zawahiri, ledare för Egyptiska Jihad. För att sabotera icke-våldsinitiativet planerade han och hans medhjälpare från Gama'a al-Islamiyya massakern i Luxor den 17 november 1997, då 59 turister och fyra egyptier dödades. Detta ledde till en stark nedgång i turismnäringen då färre turister besökte landet. Islamisterna fick snabbt folket mot sig. Zawahiri hävdade då att polisen hade begått massakern och Omar Abdul Rahman sade att den utförts av israeler.